# Dance! (EP)
Dance! é o segundo extended play (EP) da cantora brasileira Sophia Abrahão, lançado de forma independente em 17 de novembro de 2017. O único single do EP, "Rebola", alcançou o topo da parada do iTunes brasileiro.
Em apoio ao EP, Abrahão fez duas apresentações em Rio de Janeiro e São Paulo, nos dias 10 e 20 de dezembro de 2017, respectivamente, no Teatro Solar de Botafogo e Teatro Itália, respectivamente.

## Lista de faixas
| N.º            | Título                                       | Compositor(es)        | Produtor(es)   | Duração |  |
| 1.             | "Corre"                                      | Diogo de Araujo Cunha | Bruno Costa    | 2:59    |  |
| 2.             | "Bom Demais"                                 | Cunha Sophia Abrahão  | Costa          | 3:01    |  |
| 3.             | "Rebola" (com participação de Boss In Drama) | Cunha [ a ]           | Boss In Drama  | 2:52    |  |
| Duração total: | Duração total:                               | Duração total:        | Duração total: | 8:52    |  |